# Sperry Corporation

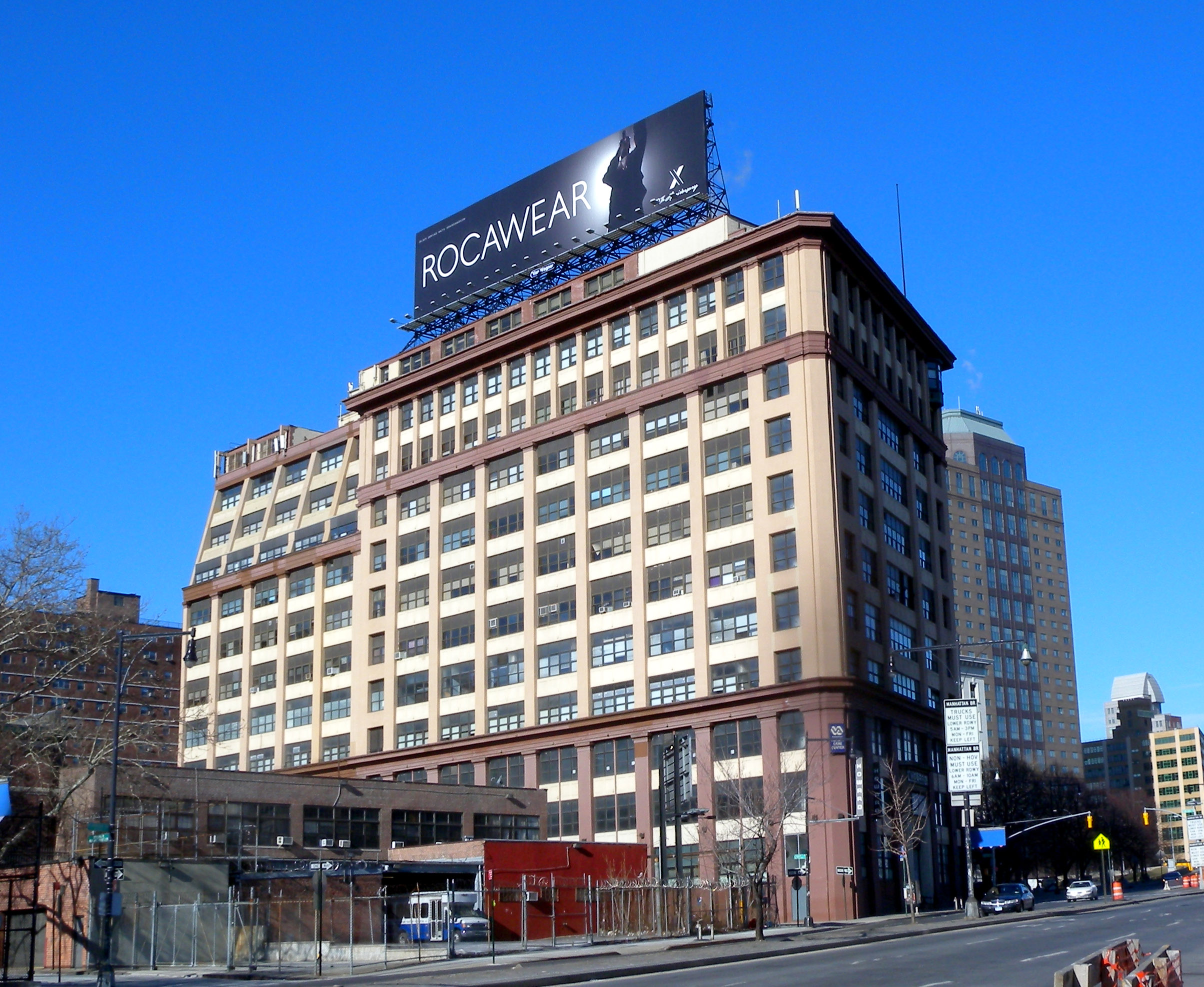
Fabbrica a Brooklyn

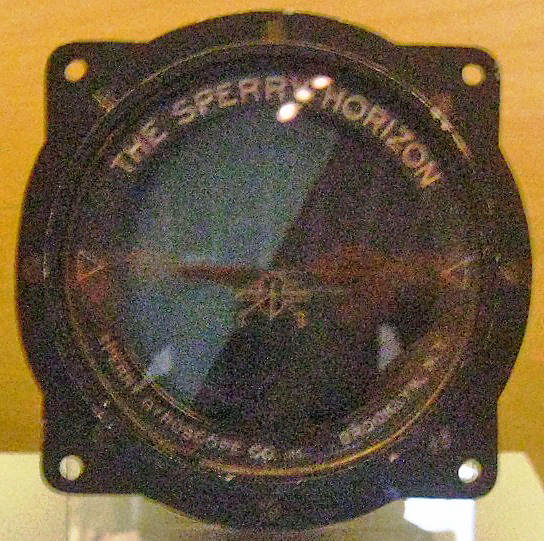
The Sperry Horizon, Sperry Gyroscope Co. Brooklyn N.Y.

Sperry Corporation fu un'azienda statunitense di apparati elettrici e elettronici attiva nel XX secolo. Attraverso diverse fusioni esiste ancora oggi come Unisys, mentre altre divisioni storiche sono di proprietà della Honeywell.

## Storia
La società fu fondata nel 1910, come Sperry Gyroscope Company da Elmer Ambrose Sperry per la realizzazione dei sistemi di navigazione da lui inventati, il giroscopio e la girobussola, con sede al 40 Flatbush Avenue Extension a Downtown Brooklyn. 
Durante la prima guerra mondiale diversificò la produzione in visori e sistemi di puntamento per i bombardieri.
Nei primi decenni di vita della società, Sperry Gyroscope ebbe sede a Long Island, New York, e nella contea di Nassau.

### Dagli anni trenta agli anni novanta
Nel 1933 la Sperry Gyroscope Company mutò nome in Sperry Corporation. Essa nel 1955 si fuse con la Remington Rand per creare una ditta chiamata Sperry Rand (nota spesso solo come Sperry). Nel 1978 in seguito a cambi societari si perse il nome "Rand".
Nel 1986, Sperry Corporation si fuse con Burroughs Corporation col nuovo nome di Unisys.

### Dopo gli anni novanta
Il nome Sperry viene ancora utilizzato dalla Sperry Marine, con sede a Charlottesville, Virginia. Questa società fu creata nel 1997 dall'unione di tre marchi storici Sperry Marine, Decca, e C. Plath ora della Northrop Grumman Corporation. Produce apparecchiature per la navigazione marittima.

## Prodotti

### Velivoli
- Hewitt-Sperry Automatic Airplane
- Sperry Land and Sea Triplane
- Verville-Sperry M-1 Messenger
- Verville-Sperry R-3 Racer

### Missili e razzi
- Sperry MGM-29 Sergeant